# Spiroplasma lineolae
Spiroplasma lineolae è una specie di batterio appartenente alla famiglia delle Spiroplasmataceae.